# Стрмош
Стрмош (мкд. Стрмош) је насеље у Северној Македонији, у источном делу државе. Стрмош је у саставу општине Пробиштип.

## Географија
Стрмош је смештен у источном делу Северне Македоније. Од најближег града, Пробиштипа, насеље је удаљено 2 km западно.
Насеље Стрмош се налази у историјској области Злетово, у западном делу Злетовске котлине. Западно од насеља издиже се планина Манговица. Надморска висина насеља је приближно 480 метара.
Месна клима је умерено континентална.

## Становништво
Стрмош је према последњем попису из 2002. године имао 294 становника.
Претежно становништво у насељу су етнички Македонци (100%).
Већинска вероисповест месног становништва је православље.